# Vaux-en-Vermandois
Vaux-en-Vermandois és un municipi francès situat al departament de l'Aisne i a la regió dels Alts de França. L'any 2007 tenia 151 habitants.

## Demografia

### Població
El 2007 la població de fet de Vaux-en-Vermandois era de 151 persones. Hi havia 59 famílies de les quals 13 eren unipersonals (13 dones vivint soles i 13 dones vivint soles), 21 parelles sense fills, 21 parelles amb fills i 4 famílies monoparentals amb fills.
La població ha evolucionat segons el següent gràfic:
Habitants censats

### Habitatges
El 2007 hi havia 60 habitatges, 58 eren l'habitatge principal de la família, 1 era una segona residència i 1 estava desocupat. Tots els 60 habitatges eren cases. Dels 58 habitatges principals, 46 estaven ocupats pels seus propietaris i 13 estaven llogats i ocupats pels llogaters; 1 tenia dues cambres, 12 en tenien tres, 18 en tenien quatre i 28 en tenien cinc o més. 34 habitatges disposaven pel capbaix d'una plaça de pàrquing. A 23 habitatges hi havia un automòbil i a 24 n'hi havia dos o més.

### Piràmide de població
La piràmide de població per edats i sexe el 2009 era:
| Homes | Edats   | Dones |
| ----- | ------- | ----- |
| 0     | 95 o +  | 4     |
| 4     | 90 a 94 | 0     |
| 0     | 85 a 89 | 0     |
| 0     | 80 a 84 | 0     |
| 0     | 75 a 79 | 0     |
| 12    | 70 a 74 | 4     |
| 4     | 65 a 69 | 4     |
| 0     | 60 a 64 | 4     |
| 0     | 55 a 59 | 0     |
| 8     | 50 a 54 | 0     |
| 4     | 45 a 49 | 12    |
| 12    | 40 a 44 | 0     |
| 4     | 35 a 39 | 12    |
| 0     | 30 a 34 | 0     |
| 0     | 25 a 29 | 0     |
| 0     | 20 a 24 | 0     |
| 0     | 15 a 19 | 4     |
| 12    | 10 a 14 | 12    |
| 4     | 5 a 9   | 4     |
| 0     | 0 a 4   | 0     |

## Economia
El 2007 la població en edat de treballar era de 88 persones, 62 eren actives i 26 eren inactives. De les 62 persones actives 55 estaven ocupades (32 homes i 23 dones) i 7 estaven aturades (6 homes i 1 dona). De les 26 persones inactives 3 estaven jubilades, 11 estaven estudiant i 12 estaven classificades com a «altres inactius».

### Ingressos
El 2009 a Vaux-en-Vermandois hi havia 56 unitats fiscals que integraven 140 persones, la mediana anual d'ingressos fiscals per persona era de 17.580,5 €.

### Activitats econòmiques
L'any 2000 a Vaux-en-Vermandois hi havia 5 explotacions agrícoles.

## Poblacions més properes
El següent diagrama mostra les poblacions més properes.